# Savage (Eurythmics)
Savage è un album degli Eurythmics, pubblicato nel 1987.

## Descrizione
Dopo il contenuto molto più commerciale dei loro precedenti due album, Savage vide un brusco cambio di stile, con un suono molto più sperimentale. L'album ha fatto un uso pesante del NED Synclavier (tastiera di campionamento digitale). L'unico altro musicista che lavorò sulle registrazioni con Stewart e Lennox fu il batterista Olle Romo, che ha gestito gran parte della programmazione Synclavier. Lennox ha portato una focalizzazione più femminista per i suoi testi, che è stato reso più evidente dall'album video di accompagnamento, con un video per ogni canzone.

## Tracce
1. Beethoven (I Love to Listen to) – 4:48
2. I've Got Lover (Back in Japan) – 4:25
3. Do You Want to Break Up? – 3:38
4. You Have Placed a Chill in My Heart – 3:50
5. Shame – 4:23
6. Savage – 4:10
7. I Need a Man – 4:21
8. Put the Blame on Me – 3:44
9. Heaven – 3:28
10. Wide Eyed Girl – 3:29
11. I Need You – 3:22
12. Brand New Day – 3:42

### Canzoni bonus riedizione 2005
1. Beethoven (Extended Philharmonic Version) – 4:31
2. Shame (Dance Mix) – 5:38
3. I Need a Man (Macho Mix) – 5:55
4. I Need You (Live) – 3:26
5. Come Together – 3:20

## Classifiche

### Classifiche settimanali
| Classifica (1987/88) | Posizione massima |
| -------------------- | ----------------- |
| Australia            | 15                |
| Austria              | 17                |
| Canada               | 9                 |
| Finlandia            | 9                 |
| Francia              | 26                |
| Germania             | 23                |
| Italia               | 11                |
| Norvegia             | 10                |
| Nuova Zelanda        | 7                 |
| Paesi Bassi          | 26                |
| Regno Unito          | 7                 |
| Stati Uniti          | 41                |
| Svezia               | 2                 |
| Svizzera             | 10                |

### Classifiche di fine anno
| Classifica (1987) | Posizione |
| ----------------- | --------- |
| Italia            | 48        |
| Regno Unito       | 85        |
| Classifica (1988) | Posizione |
| Australia         | 77        |